# Loyalty (canción)
«Loyalty» (estilizado como «LOYALTY.») —en español: Lealtad— es una canción del rapero norteamericano Kendrick Lamar, de su cuarto álbum de estudio Damn, lanzado el 14 de abril de 2017. Posteriormente, la canción fue enviada a la radio urbana y rítmica el 20 de junio de 2017 como el segundo sencillo del álbum. La sexta pista del álbum (novena en la Edición Coleccionista de Damn), la canción cuenta con la cantante de Barbados Rihanna en la voz y fue escrita por Lamar, DJ Dahi, Sounwave, Rihanna y Terrace Martin. La canción ganó el premio Grammy a la Mejor Interpretación Rap / Cantada.

## Recepción de la crítica
Complex lo llama una "pista destacada" y uno de cortes más "amigables con la radio" de Damn.El escritor de Fader Jason Parham llama "Lealtad", "ansioso, loco y bellamente intransigente por derecho propio" y "partes iguales de pop, funk y himnario de rap inquietante". Frank Guan de Vulture disfrutó de la canción, especialmente la parte de Rihanna, diciendo que "aunque sólo ocho compases, el rap cantado de Rihanna es tan fluido como breve, un recorrido rápido y casual de sus logros". Rap-Up llamó a la canción una "pista destacada que permite a Kung Fu Kenny y Bad Gal RiRi abordar la lealtad desde una variedad de ángulos".

## Composición
La canción contiene muestras de "24K Magic" producidas por Shampoo Press & Curl y The Stereotypes, e interpretadas por el cantante estadounidense Bruno Mars.

## Video musical
El video musical de la canción fue lanzado al canal Vevo de Lamar en YouTube el 28 de julio de 2017. Fue dirigida por Dave Meyers y The Little Homies e incluye una aparición de la artista destacada Rihanna. Jordan Darville de The Fader le dio al video musical una crítica positiva, elogió las imágenes y calificó la aventura de Lamar y Rihanna juntos como "cuidadosamente elaborada [y] adecuadamente amorosa".

## Espectáculos en vivo
Lamar has performed "Loyalty" on the Damn tour.

## Créditos y personal
- Kendrick Duckworth - compositor
- Rihanna - voz, compositora

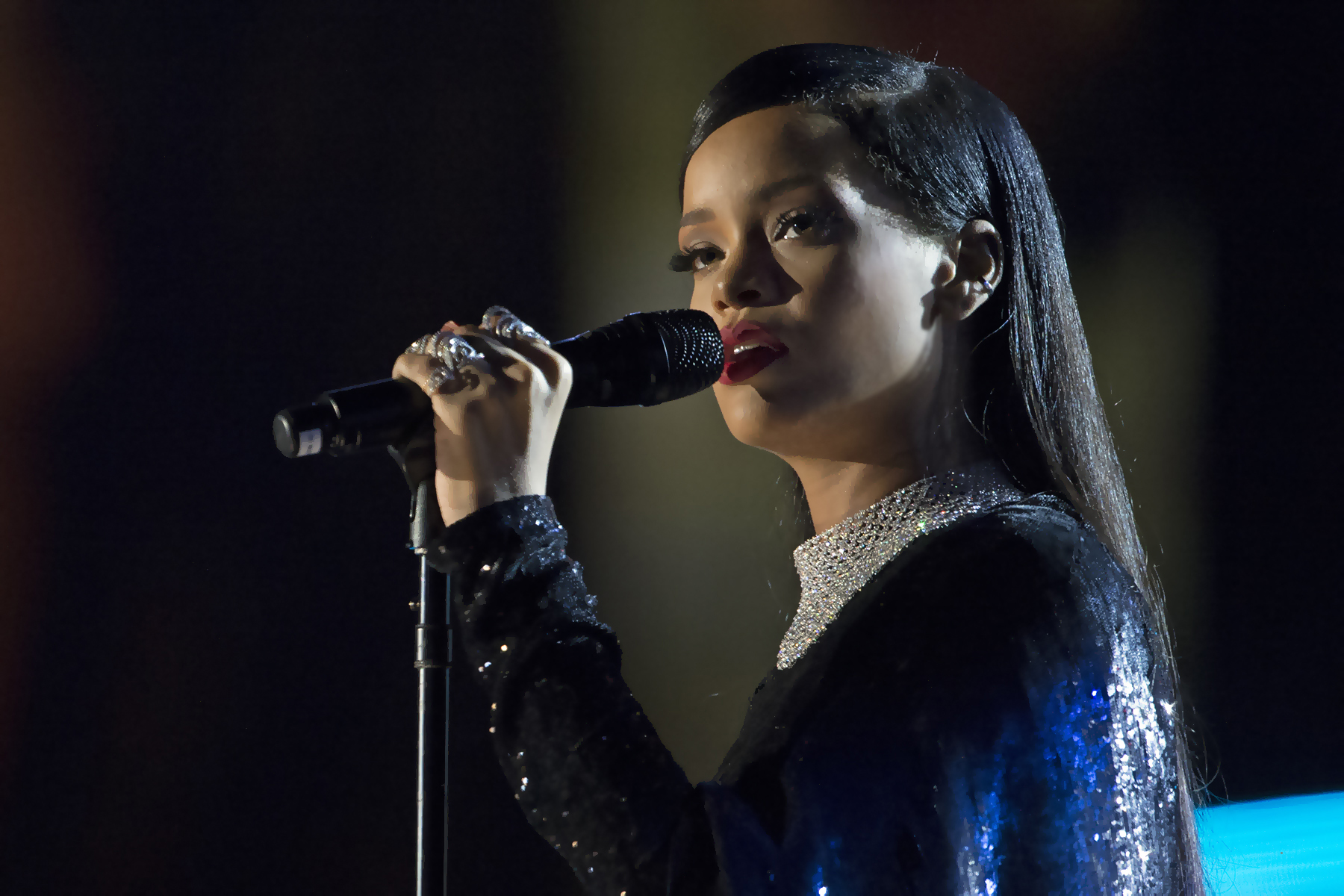
Rihanna es una vocalista destacada en "Loyalty".

- Dacoury Natche - compositor, productor, voces adicionales
- Byron "Mr. Talkbox" Chambers - voces adicionales
- Mark Spears - compositor, productor
- Terrace Martin - compositor, productor
- Anthony "Topdawg" Tiffith - compositor, productor
- Bēkon - producción y voces adicionales
- Kid Capri - voces adicionales
- Derek Ali - mezcla
- Tyler Page - asistente de mezcla
- Jamal Owens - Mezclador maestro

Perood

## Posicionamiento en listados
| Lista (2017)                                | Mejor posición |
| ------------------------------------------- | -------------- |
| Australia (ARIA)                            | 20             |
| Australia Urban (ARIA)                      | 4              |
| Austria (Ö3 Austria Top 40)                 | 41             |
| Bélgica (Flandes) (Ultratip Bubbling Under) | 30             |
| Canadá (Canadian Hot 100)                   | 12             |
| República Checa (Singles Digitál Top 100)   | 40             |
| Dinamarca (Tracklisten)                     | 34             |
| Francia (SNEP)                              | 43             |
| Alemania (Offizielle Deutsche Charts)       | 53             |
| Hungría (Stream Top 40)                     | 36             |
| Irlanda (IRMA)                              | 18             |
| Italia (FIMI)                               | 63             |
| Países Bajos (Mega Single Top 100)          | 42             |
| Nueva Zelanda (Recorded Music NZ)           | 15             |
| Filipinas (Philippine Hot 100)              | 47             |
| Portugal (AFP)                              | 10             |
| Escocia (Scottish Singles Sales Chart)      | 99             |
| Eslovaquia (Singles Digitál Top 100)        | 20             |
| Suecia (Sverigetopplistan)                  | 34             |
| Suiza (Schweizer Hitparade)                 | 35             |
| Reino Unido (UK Singles Chart)              | 27             |
| Estados Unidos (Billboard Hot 100)          | 14             |
| Estados Unidos (Hot R&B/Hip-Hop Songs)      | 7              |
| Estados Unidos (Rhythmic)                   | 1              |

| Lista (2017)                                     | Posición |
| ------------------------------------------------ | -------- |
| Estados Unidos (Billboard Hot 100)               | 66       |
| Estados Unidos Hot R&B/Hip-Hop Songs (Billboard) | 33       |
| Estados Unidos Rhythmic (Billboard)              | 21       |
| Lista (2019)                                     | Posición |
| Portugal (AFP)                                   | 1654     |

## Historial de versiones
| País           | Fecha               | Formato                     | Sello                         | Ref.  |
| -------------- | ------------------- | --------------------------- | ----------------------------- | ----- |
| Estados Unidos | 20 de junio de 2017 | Radio rítmica contemporánea | Top Dawg Aftermath Interscope | [ 3 ] |
| Estados Unidos | 20 de junio de 2017 | Radio urbana contemporánea  | Top Dawg Aftermath Interscope | [ 4 ] |